# Alberto Ruiz Lavadenz
Alberto Ruiz Lavadenz (La Paz, 1898-1949) fue un importante músico y compositor boliviano.

## Formación y vida
Se inició en el terreno de la música al ingresar a la Intendencia de Guerra de la ciudad de La Paz, donde aprendió a ejecutar el flautín y el oboe; luego aprendió el manejo de la quena y el charango. Llegó a ser director del conjunto Lira Incaica, con el que grabó varios temas exitosos en la ciudad de Buenos Aires, Argentina. Posteriormente, el conjunto fue retomado por su nieto Julio César Paredes. 

## Composiciones
- A los bosques (huayño)
- Del Prado vengo (huayño)
- La cacharpaya del soldado (pasacalle)
- Infierno Verde (cueca)
- Pilcomayo (bailecito)
- Claveles Rojos (cueca con letra de Gilberto Rojas)
- Auqui Auqui (danza)
- Viva el Carnaval
- Linda yunqueñita
- Desde la Rotonda (pasacalle)[1]

### Letra de Infierno Verde
Si aún queda llanto en tus ojos

para llorar mi partida

no llores mientras la vida

deja un minuto de amor.

Llorarás cuando mañana

ya de ti nadie se acuerde

porque del infierno verde

sólo Dios se acordará.